# Grand Fourmi
Grand Fourmi est une îlot de Nouvelle-Calédonie, géré par la Province Sud, et proche de Nouméa.
Grand fourmi appartient aux îlots Fourmis qui comprennent le Petit Fourmi (ou îlot Kuru) et le Grand Fourmi (ou îlot Tué), au large de la baie de Magenta, à l'est.